# Nekrolog 2. Quartal 1930
Nekrolog
◄◄
| ◄
| 1926
| 1927
| 1928
| 1929
| 1930 | 1931 | 1932 | 1933 | 1934 | ► | ►►
1. Quartal |
2. Quartal |
3. Quartal |
4. Quartal 1930
Weitere Ereignisse | Allgemeiner Nekrolog 1930
Die Beschreibung der verstorbenen Person sollte so kurz wie möglich gehalten sein und nur deren signifikante Tätigkeit(en) enthalten.
Neue Namen ggf. auch unter dem Geburts- und Sterbedatum, also etwa unter 1. Januar und im Geburts- und Sterbejahr (2024) eintragen (nur bei entsprechender großer Wichtigkeit). Für Beispiele siehe die schon vorhandenen Artikel.
Außerdem über die fünf zuletzt Verstorbenen, zu denen es einen ausreichend guten Artikel für eine Präsentation auf der Hauptseite gibt, nach der todesbedingten Überarbeitung der Artikel ggf. auch unter Wikipedia Diskussion:Hauptseite informieren und sie am besten auch in den anderen Wikipedia-Sprachversionen eintragen. Tipp: Regelmäßig bei news.google.de nach „ist tot“, „gestorben“ oder „verstorben“ suchen.
Wenn eine Person gestorben ist, gibt es viele Seiten zu dieser Person in der Wikipedia, die davon auch betroffen sind und entsprechend aktualisiert werden müssen. Beispiele: Namenübersichtsseite, Geburtsjahr, Geburtsort-Seiten und viele mehr.
Wie finde ich die betroffenen Seiten?
Im Suchfeld auf der linken Seite gibt man den Suchbegriff so ein: „Vorname Nachname“. Dann klickt man auf Volltext und alle Seiten mit entsprechendem Suchtext werden aufgerufen. Hier sieht man dann schnell, wo auch das Todesjahr Sinn macht oder sogar ein Teil des Artikels angepasst werden muss. Auch hilft das „Werkzeug“ auf der linken Seite sehr gut, um solche Seiten aufzufinden: „Links auf diese Seite“. Somit ist die Wikipedia wieder aktuell in allen Bereichen! Hinweis: bei Eintragung der Kategorie „Gestorben JAHR“ wird der Missbrauchsfilter 49 ausgelöst, was jedoch nicht schlimm ist. Siehe: Spezial:Missbrauchsfilter/49
Dies ist eine Liste von im zweiten Quartal 1930 verstorbenen bekannten Persönlichkeiten. Die Einträge erfolgen innerhalb der einzelnen Daten alphabetisch sortiert. Tiere sind im Nekrolog für Tiere zu finden.

## April
| Tag       | Name                                        | Beruf, bekannt als                                                                                                | Alter | Beleg |
| --------- | ------------------------------------------- | --- | ----- | ----- |
| 1. April  | Oskar Lademann                              | preußischer Generalleutnant und Kommandeur der 30. Division                                                       | 89    |       |
| 1. April  | Karl Pietsch                                | deutscher Romanist und Hispanist                                                                                  | 70    |       |
| 1. April  | Franz Richter                               | deutscher, römisch-katholischer Geistlicher, Politiker und Redakteur                                              | 84    |       |
| 1. April  | Cosima Wagner                               | deutsche Komponistengattin, Festspielleiterin, Tagebuchschreiberin                                                | 92    |       |
| 2. April  | Max von Gutmann                             | österreichischer Techniker und Industrieller                                                                      | 72    |       |
| 2. April  | Robert Pasche                               | deutscher evangelischer Geistlicher                                                                               | 68    |       |
| 2. April  | Zauditu                                     | erste Monarchin Äthiopiens                                                                                        | 53    |       |
| 3. April  | Emma Albani                                 | kanadische Opernsängerin (Sopran)                                                                                 | 82    |       |
| 3. April  | Karl Bever                                  | deutscher Arzt | 87    |       |
| 3. April  | Ernst Conrad                                | deutscher Richter                                                                                                 | 72    |       |
| 3. April  | Max Fleischer                               | deutscher Maler und Botaniker                                                                                     | 68    |       |
| 3. April  | Georg Conrad von der Goltz                  | preußischer General der Infanterie und Komponist                                                                  | 77    |       |
| 4. April  | Viktoria von Baden                          | Königin von Schweden                                                                                              | 67    |       |
| 4. April  | Paul-Félix Beuvain de Beauséjour            | französischer Geistlicher, römisch-katholischer Bischof von Carcassonne                                           | 90    |       |
| 4. April  | Alfred Kaiser                               | Schweizer Afrika- und Sinaiforscher                                                                               | 67    |       |
| 5. April  | Hans Ruser                                  | deutscher Kapitän und Polarforscher                                                                               | 67    |       |
| 5. April  | Carl Sältzer                                | deutscher Kaufmann, Briefmarkensammler und Mäzen                                                                  |       |       |
| 5. April  | Axel Schur                                  | deutscher Mathematiker, Hochschullehrer                                                                           | 38    |       |
| 5. April  | Felix Wesener                               | deutscher Mediziner und Hochschullehrer                                                                           | 74    |       |
| 5. April  | Gustav Wolff                                | deutscher Architekt                                                                                               | 71    |       |
| 6. April  | Franz Bruno Erhardt                         | deutscher Philosoph                                                                                               | 65    |       |
| 6. April  | Hermann Fischer                             | preußischer Militärmusiker, Trompeter, Orchesterleiter und Komponist                                              | 63    |       |
| 6. April  | Georg Fleck                                 | deutscher Bauingenieur                                                                                            | 69    |       |
| 6. April  | Frédéric-Louis Koby                         | Schweizer Paläontologe und Geologe                                                                                | 77    |       |
| 6. April  | Karl von Stengel                            | deutscher Richter und Rechtswissenschaftler                                                                       | 89    |       |
| 6. April  | Friedrich Trinks                            | deutscher Richter und Staatsminister in Sachsen-Meiningen                                                         | 85    |       |
| 7. April  | Octaviano Ambrosio Larrazolo                | US-amerikanischer Politiker                                                                                       | 70    |       |
| 7. April  | Wallace Nesbitt                             | kanadischer Jurist                                                                                                | 71    |       |
| 8. April  | Friedrich Wilhelm Karl Müller               | deutscher Orientalist                                                                                             | 67    |       |
| 9. April  | Adolf Dirr                                  | deutscher Philologe, Linguist, Ethnologe und Kaukasusforscher                                                     | 62    |       |
| 9. April  | Heinrich von Wittek                         | österreichischer Politiker und Ministerpräsident                                                                  | 86    |       |
| 10. April | James F. Strother                           | US-amerikanischer Politiker                                                                                       | 61    |       |
| 11. April | Albertus Paulus Hermanus Hotz               | holländischer Unternehmer und Fotograf                                                                            | 75    |       |
| 12. April | Joseph König                                | deutscher Chemiker                                                                                                | 86    |       |
| 12. April | Peter Lundblad                              | grönländischer Landesrat                                                                                          | 42    |       |
| 13. April | Otto Cartellieri                            | deutscher Historiker                                                                                              | 58    |       |
| 13. April | Hermann Clementz                            | deutscher Genre- und Porträtmaler                                                                                 | 77    |       |
| 13. April | Francis Kruse                               | deutscher Jurist und Politiker, Regierungspräsident von Düsseldorf                                                | 75    |       |
| 13. April | Isidor Mautner                              | österreichischer Großindustrieller                                                                                | 77    |       |
| 13. April | Paciano Rizal                               | philippinischer General und Revolutionär und der ältere Bruder von Jose Rizal, dem Nationalhelden der Philippinen | 79    |       |
| 14. April | Josef Baliko                                | österreichischer Politiker (SdP), MdL (Burgenland)                                                                | 54    |       |
| 14. April | Franz Bauer                                 | österreichischer Politiker (CS), MdL (Burgenland)                                                                 | 55    |       |
| 14. April | James Gibb                                  | englischer Ingenieur und Geschäftsmann                                                                            | 76    |       |
| 14. April | Cornelis Hofstede de Groot                  | niederländischer Kunsthistoriker                                                                                  | 66    |       |
| 14. April | Wladimir Wladimirowitsch Majakowski         | russischer Dichter, Vertreter des russischen Futurismus                                                           | 36    |       |
| 14. April | Friedrich Wolters                           | deutscher Historiker, Dichter und Übersetzer                                                                      | 53    |       |
| 15. April | Fred Morton Locke                           | US-amerikanischer Erfinder und Unternehmer in der Isolatoren-Industrie                                            | 68    |       |
| 15. April | Malcolm Ross                                | neuseeländischer Journalist und Bergsteiger                                                                       | 67    |       |
| 16. April | Babette Klinger-Schmid                      | deutsche Puppenspielerin                                                                                          | 70    |       |
| 16. April | Georg Lucas                                 | deutscher Richter und Politiker                                                                                   | 64    |       |
| 16. April | José Carlos Mariátegui                      | peruanischer Journalist, Autor, Philosoph und Politiker marxistischer Ideengehalte                                | 35    |       |
| 16. April | Johannes Nehring                            | deutscher Segelflugpionier                                                                                        | 27    |       |
| 16. April | Makereti Papakura                           | Māori-Anthropologin                                                                                               | 56    |       |
| 16. April | Linda Richards                              | US-amerikanische Krankenschwester                                                                                 | 88    |       |
| 16. April | Joseph West Ridgeway                        | britischer Offizier, Beamter und Manager                                                                          | 85    |       |
| 16. April | William F. Waldow                           | US-amerikanischer Politiker                                                                                       | 47    |       |
| 17. April | Julius Brzoska                              | deutscher Klassischer Philologe und Gymnasialdirektor                                                             | 71    |       |
| 17. April | Alexander Jakowlewitsch Golowin             | russischer Maler                                                                                                  | 67    |       |
| 17. April | Georg Heinsius von Mayenburg                | deutscher Architekt                                                                                               | 59    |       |
| 17. April | Carl Wegele                                 | Sanitätsrat, Autor                                                                                                | 70    |       |
| 18. April | Adolf Albrecht                              | deutscher Politiker (SPD, USPD), MdR                                                                              | 74    |       |
| 18. April | Joaquim Arcoverde de Albuquerque Cavalcanti | brasilianischer Geistlicher, Erzbischof von Rio de Janeiro und Kardinal                                           | 80    |       |
| 18. April | Vernon Blake                                | britischer Maler, Journalist, Erfinder                                                                            | 54    |       |
| 18. April | Frank Buchanan                              | US-amerikanischer Politiker                                                                                       | 67    |       |
| 18. April | Walter Kudlich                              | österreichischer Jurist und Politiker                                                                             | 72    |       |
| 18. April | Robert Quincy Lee                           | US-amerikanischer Politiker                                                                                       | 61    |       |
| 19. April | Bernardino Vitale Bigi                      | italienischer Ordensgeistlicher und römisch-katholischer Apostolischer Vikar von Kyrenaika                        | 45    |       |
| 19. April | Bruno d’Harcourt                            | französischer Automobilrennfahrer                                                                                 | 30    |       |
| 19. April | Ernst von Jagow                             | deutscher Verwaltungsjurist, preußischer Regierungs- und Oberpräsident                                            | 76    |       |
| 19. April | Ernst Küster                                | deutscher Chirurg                                                                                                 | 90    |       |
| 19. April | Ernest Lewis                                | britischer Tennisspieler                                                                                          | 63    |       |
| 19. April | Oskar von Rosthorn                          | österreichischer Industrieller                                                                                    | 73    |       |
| 20. April | Paul Herrmann                               | deutscher Mediävist                                                                                               | 63    |       |
| 20. April | David Ringger                               | Schweizer Jurist und Politiker                                                                                    | 69    |       |
| 21. April | Robert Bridges                              | englischer Dichter                                                                                                | 85    |       |
| 21. April | Albert von Le Coq                           | deutscher Archäologe und Zentralasien-Forscher                                                                    | 69    |       |
| 21. April | Frederick Gordon Guggisberg                 | britischer Kolonialgouverneur                                                                                     | 60    |       |
| 21. April | Elisabeth Christine Poolman                 | niederländische Schauspielerin                                                                                    | 80    |       |
| 21. April | Carl Frederik Wandel                        | dänischer Marineoffizier, Ozeanograph und Autor                                                                   | 86    |       |
| 22. April | Jeppe Aakjær                                | dänischer Schriftsteller                                                                                          | 63    |       |
| 22. April | Yvonne George                               | belgische Sängerin und feministische Schauspielerin                                                               | 35    |       |
| 22. April | Mary Marcus                                 | deutsche Schulleiterin                                                                                            | 85    |       |
| 22. April | John Peter Russell                          | australischer Maler                                                                                               | 71    |       |
| 23. April | Friedrich Lutzmann                          | Autopionier, Konstrukteur und Unternehmer                                                                         | 71    |       |
| 24. April | Ernest Dudeney                              | englischer Mathematiker                                                                                           | 73    |       |
| 24. April | Calvin Paige                                | US-amerikanischer Politiker                                                                                       | 81    |       |
| 24. April | Václav Weinzettl                            | tschechoslowakischer Architekt und Schuldirektor                                                                  | 68    |       |
| 25. April | Werner von Saldern                          | deutscher Fideikomissbesitzer, Landrat und Politiker, MdR                                                         | 77    |       |
| 25. April | Gustav Zahnke                               | deutscher Schlosser und aktiv im kommunistischen Widerstand gegen den aufkommenden Nationalsozialismus            | 22    |       |
| 26. April | Friedrich Philippi                          | deutscher Historiker und Archivar                                                                                 | 76    |       |
| 26. April | Olga Prager                                 | österreichische Malerin                                                                                           | 58    |       |
| 26. April | Ernst Otto Schimmel                         | deutscher Verwaltungsjurist und Oberbürgermeister von Glauchau                                                    | 40    |       |
| 26. April | Adolf Stierlin                              | deutscher Sänger, Komponist und Musikpädagoge                                                                     | 70    |       |
| 26. April | Aḥmad Taimūr Pascha                         | ägyptischer Gelehrter                                                                                             | 58    |       |
| 27. April | Hans Hochapfel                              | deutscher Komponist                                                                                               | 59    |       |
| 27. April | Conrad Machens                              | deutscher Südseekaufmann                                                                                          | 73    |       |
| 27. April | Yeghische Tourian                           | armenischer Patriarch                                                                                             | 70    |       |
| 27. April | Otto Weerth                                 | deutscher Pädagoge                                                                                                | 80    |       |
| 29. April | Charles Grandmougin                         | französischer Schriftsteller, Dichter und Librettist                                                              | 80    |       |
| 29. April | Werner Jernström                            | schwedischer Sportschütze                                                                                         | 47    |       |
| 29. April | Israel Schiffmann                           | russischer Schachkomponist                                                                                        | 26    |       |
| 29. April | Shimada Seijirō                             | japanischer Schriftsteller der Taishō-Zeit                                                                        | 31    |       |
| 30. April | Hans Hofer                                  | österreichischer Politiker (DnP), Abgeordneter zum Nationalrat                                                    | 64    |       |
| 30. April | Max Maurenbrecher                           | deutscher Geistlicher, Publizist und Politiker                                                                    | 55    |       |
| 30. April | Maria Polydouri                             | griechische Schriftstellerin                                                                                      | 28    |       |

## Mai
| Tag     | Name                                     | Beruf, bekannt als                                                              | Alter | Beleg |
| ------- | ---------------------------------------- | ------------------------------------------------------------------------------- | ----- | ----- |
| 1. Mai  | Richard Bell                             | britischer Gewerkschafter und Politiker, Mitglied des House of Commons          | 70    |       |
| 1. Mai  | Peter Breuer                             | deutscher Bildhauer und Hochschullehrer                                         | 73    |       |
| 1. Mai  | Karl Diel                                | Chirurg, Krankenhausleiter                                                      | 75    |       |
| 1. Mai  | Riccardo Pampuri                         | italienischer Ordensgeistlicher und Arzt                                        | 32    |       |
| 2. Mai  | Therese Blase                            | deutsche Sozialpolitikerin                                                      | 56    |       |
| 2. Mai  | Hugh A. Dinsmore                         | US-amerikanischer Politiker                                                     | 79    |       |
| 2. Mai  | Rudolf Eiswaldt                          | deutscher Diplomat und Generalkonsul                                            | 70    |       |
| 2. Mai  | Isidor Gunsberg                          | englischer Schachspieler ungarischer Herkunft                                   | 75    |       |
| 3. Mai  | Auguste Trilhe                           | französischer katholischer Geistlicher, Trappist, Theologe und Ordenshistoriker | 63    |       |
| 4. Mai  | Franz Xaver Eggspühler                   | Schweizer Politiker und Richter                                                 | 68    |       |
| 4. Mai  | Herman P. Goebel                         | US-amerikanischer Politiker (Republikanische Partei)                            | 77    |       |
| 4. Mai  | Arthur Stanley Hirst                     | britischer Arachnologe                                                          |       |       |
| 4. Mai  | Wilhelm Maucher                          | deutscher Mineraloge                                                            | 50    |       |
| 5. Mai  | Jacques Martin                           | belgischer Komponist und Dirigent                                               | 78    |       |
| 5. Mai  | Otto Nußbaumer                           | österreichischer Physiker und Rundfunkpionier                                   | 54    |       |
| 6. Mai  | Alexander Pawlowitsch Kutepow            | russischer General während des russischen Bürgerkriegs                          | 47    |       |
| 6. Mai  | Johann Baptist Müller                    | deutscher katholischer Theologe und Schriftsteller                              | 79    |       |
| 6. Mai  | Ludwig Winter                            | deutscher Architekt des Historismus und Stadtrat                                | 87    |       |
| 7. Mai  | Ursul Philip Boissevain                  | niederländischer Althistoriker                                                  | 74    |       |
| 7. Mai  | Ferdinand Friedrich Haage                | deutscher Gärtner und Radrennfahrer                                             | 71    |       |
| 7. Mai  | Karl Woldemar von Löwis of Menar         | baltendeutscher Historiker                                                      | 74    |       |
| 7. Mai  | Karl Ostricek                            | österreichischer Fußballspieler                                                 | 29    |       |
| 8. Mai  | Joseph Adamowski                         | US-amerikanischer Cellist und Musikpädagoge polnischer Herkunft                 | 67    |       |
| 8. Mai  | Hjalmar Berwald                          | schwedischer Pianist, Komponist, Mathematiker und Ingenieur                     | 81    |       |
| 8. Mai  | Geworg V.                                | Katholikos der Armenischen Apostolischen Kirche                                 | 82    |       |
| 8. Mai  | Karl Otto Stegmann                       | deutscher Motorradrennfahrer                                                    | 28    |       |
| 8. Mai  | Fukuda Tokuzō                            | japanischer Wirtschaftswissenschaftler                                          | 55    |       |
| 8. Mai  | Henning Mankell                          | schwedischer Komponist                                                          | 61    |       |
| 8. Mai  | Johannes Volkelt                         | deutscher Philosoph und Hochschullehrer                                         | 81    |       |
| 9. Mai  | Max Gehlsen                              | deutscher Maler und Musiker                                                     | 49    |       |
| 9. Mai  | Dannite H. Mays                          | US-amerikanischer Politiker                                                     | 78    |       |
| 10. Mai | Christian Mølsted                        | dänischer Marinemaler                                                           | 67    |       |
| 10. Mai | Heinrich Anton Müller                    | Schweizer Maler                                                                 | 61    |       |
| 10. Mai | Hartwig Neumond                          | deutscher Jurist                                                                | 55    |       |
| 10. Mai | Leopold Rosenow                          | deutscher Unternehmer und linksliberaler Politiker                              | 81    |       |
| 10. Mai | Shimomura Kanzan                         | japanischer Maler der Nihonga-Richtung                                          | 57    |       |
| 10. Mai | Edward Stratemeyer                       | US-amerikanischer Publizist und Kinderbuchschriftsteller                        | 67    |       |
| 10. Mai | Julio Romero de Torres                   | spanischer Maler                                                                | 55    |       |
| 11. Mai | Josef Anton Barbo-Waxenstein             | Politiker, Abgeordneter zum Abgeordnetenhaus                                    | 67    |       |
| 11. Mai | Heinrich Behm                            | deutscher lutherischer Theologe und Bischof                                     | 77    |       |
| 11. Mai | Nils Edvard Kreuger                      | schwedischer Maler, Zeichner, Illustrator und Werbegrafiker                     | 71    |       |
| 12. Mai | Jules Pams                               | französischer Jurist und Politiker                                              | 77    |       |
| 12. Mai | Nicola Perscheid                         | deutscher Fotograf und einer der ersten Berufsfotografen                        | 65    |       |
| 12. Mai | Georg Sinzinger                          | bayerischer Bürgermeister                                                       | 70    |       |
| 12. Mai | Sultan Kaikhusrau Jahan                  | Regentin des Fürstenstaates Bhopal                                              | 71    |       |
| 12. Mai | Pieter Jelles Troelstra                  | niederländischer Politiker und Dichter                                          | 70    |       |
| 13. Mai | Paul Fahlisch                            | deutscher Lehrer und Regionalhistoriker                                         | 85    |       |
| 13. Mai | Helene Lange                             | deutsche Politikerin (DDP), MdHB und Frauenrechtlerin, Pädagogin                | 82    |       |
| 13. Mai | Arkadiusz Lisiecki                       | katholischer Bischof, Mitglied des Sejm                                         | 50    |       |
| 13. Mai | Fridtjof Nansen                          | norwegischer Zoologe, Polarforscher, Diplomat und Friedensnobelpreisträger      | 68    |       |
| 13. Mai | Tayama Katai                             | japanischer Schriftsteller                                                      | 58    |       |
| 14. Mai | Fritz Bergmiller                         | deutscher Förster und Jagdschriftsteller                                        | 55    |       |
| 14. Mai | John P. Buchanan                         | US-amerikanischer Politiker                                                     | 82    |       |
| 14. Mai | Albert Büchi                             | Schweizer Historiker                                                            | 65    |       |
| 14. Mai | Erik Algot Fredriksson                   | schwedischer Tauzieher                                                          | 44    |       |
| 14. Mai | Władysław Orkan                          | polnischer Schriftsteller der „Junges-Polen“-Periode                            | 54    |       |
| 14. Mai | Ernest A. Janson                         | Sergeant Major des USMC, zweifacher Träger der Medal of Honor                   | 51    |       |
| 15. Mai | William T. Jeter                         | US-amerikanischer Politiker                                                     | 79    |       |
| 16. Mai | Johann Büchel                            | liechtensteinischer Politiker (VP)                                              | 61    |       |
| 16. Mai | Constantin Feudel                        | deutscher Maler                                                                 | 69    |       |
| 16. Mai | Sylvester Oberberger                     | Großgrundbesitzer                                                               | 88    |       |
| 16. Mai | Florence Ollife                          | britische Autorin                                                               |       |       |
| 16. Mai | Maria Orska                              | Theater- und Kinoschauspielerin                                                 | 37    |       |
| 16. Mai | Richard Taswell Richardson               | englischer Jurist und Tennisspieler                                             | 77    |       |
| 16. Mai | Adolf Pries                              | deutscher Verwaltungsjurist und Bürgermeister von Neubrandenburg                | 78    |       |
| 17. Mai | George Appo                              | US-amerikanischer Krimineller                                                   | 73    |       |
| 17. Mai | Herbert Croly                            | US-amerikanischer Journalist und Autor                                          | 61    |       |
| 17. Mai | Franz Xaver Kreuter                      | deutscher Ingenieur                                                             | 88    |       |
| 17. Mai | Josef Pürzl                              | österreichischer Architekt                                                      | 78    |       |
| 17. Mai | Max Valier                               | Südtiroler Schriftsteller, Astronom und Raketenbau-Wegbereiter                  | 35    |       |
| 18. Mai | Viggo Beutner Drewsen                    | dänischer Chemiker                                                              | 72    |       |
| 18. Mai | Patrick Henry                            | US-amerikanischer Politiker                                                     | 87    |       |
| 18. Mai | Richard Kühnau                           | deutscher Gymnasialprofessor und Herausgeber schlesischer Sagen                 | 72    |       |
| 18. Mai | Karl Pilling                             | deutscher Klassischer Philologe und Gymnasiallehrer                             | 66    |       |
| 19. Mai | Otto Feuerlein                           | Schweizer Physiker, Elektrotechniker und Pionier der Glühlampen-Herstellung     | 66    |       |
| 19. Mai | Juri Alexandrowitsch Filiptschenko       | sowjetischer Genetiker                                                          | 48    |       |
| 19. Mai | Ikuta Shungetsu                          | japanischer Dichter und Übersetzer                                              | 38    |       |
| 19. Mai | Emil Krausz                              | österreichischer Maler                                                          | 33    |       |
| 19. Mai | Jewdokija Nagrodskaja                    | russische Schriftstellerin                                                      | 61    |       |
| 20. Mai | George Anderson                          | schottischer Fußballspieler                                                     | 51    |       |
| 20. Mai | Anna Costenoble                          | deutsche Malerin und Illustratorin                                              | 67    |       |
| 20. Mai | Adelaide Hicks                           | neuseeländische Stewardess, Hebamme, Krankenschwester und Sozialarbeiterin      | 85    |       |
| 20. Mai | Bruno Lindner                            | deutscher Indologe                                                              | 76    |       |
| 21. Mai | Minna Niebour                            | deutsche Schriftstellerin und Lehrerin                                          | 66    |       |
| 21. Mai | Alexander Niedner                        | deutscher Reichsgerichtsrat                                                     | 67    |       |
| 22. Mai | Anton Viktor von Felgel-Farnholz         | österreichischer Archivar                                                       | 84    |       |
| 23. Mai | Leopold von Casselmann                   | deutscher Politiker (NLP), MdR, Oberbürgermeister von Bayreuth                  | 71    |       |
| 23. Mai | Paul M. Lambremont                       | US-amerikanischer Politiker                                                     | 65    |       |
| 23. Mai | Wilhelm Momma                            | deutscher Autor                                                                 | 49    |       |
| 24. Mai | Clifford C. Ireland                      | US-amerikanischer Politiker                                                     | 52    |       |
| 24. Mai | Wilhelm von Ledebur                      | deutscher Regierungsbeamter und Abgeordneter                                    | 70    |       |
| 25. Mai | John Mallory Bates                       | US-amerikanischer Botaniker und Ornithologe                                     | 84    |       |
| 25. Mai | Randall Thomas Davidson                  | Erzbischof von Canterbury                                                       | 82    |       |
| 25. Mai | Karl Heinrich Hugelmann                  | österreichischer Jurist, Statistiker und Historiker                             | 85    |       |
| 25. Mai | Claire Liesenberg                        | deutsche Schauspielerin                                                         | 56    |       |
| 26. Mai | David D. Aitken                          | US-amerikanischer Politiker                                                     | 76    |       |
| 26. Mai | António Augusto da Costa Mota            | portugiesischer Bildhauer                                                       |       |       |
| 26. Mai | Richard Gropius                          | deutscher Lehrer, Heimat- und Familienforscher                                  | 87    |       |
| 26. Mai | Emma Schmelz                             | deutsche Kauffrau und Unternehmerin                                             | 52    |       |
| 26. Mai | Josef Vančura                            | tschechoslowakischer Rechtshistoriker und Papyrologe                            | 60    |       |
| 27. Mai | Wilhelm Drexler                          | deutscher Historiker, Klassischer Philologe und Bibliothekar                    | 71    |       |
| 27. Mai | Ewald Haase                              | deutscher Feuerwehrmann, Politiker und Radsportfunktionär                       | 81    |       |
| 27. Mai | Gabriel Miró                             | spanischer Schriftsteller                                                       | 50    |       |
| 27. Mai | Alberto Pedrazzini                       | Schweizer Politiker und Schriftsteller                                          | 78    |       |
| 27. Mai | Ernst Trömner                            | deutscher Neurologe                                                             | 61    |       |
| 28. Mai | Robert Bürkler                           | Schweizer römisch-katholischer Geistlicher und Bischof von St. Gallen           | 67    |       |
| 28. Mai | Alphonse-Gabriel Foucault                | französischer römisch-katholischer Geistlicher und Bischof von Saint-Dié        | 87    |       |
| 28. Mai | Victoria Jensen                          | dänische Krankenschwester, Diakonisse und Oberin                                | 83    |       |
| 28. Mai | Louis Luçon                              | französischer Kardinal der römisch-katholischen Kirche und Erzbischof von Reims | 87    |       |
| 28. Mai | Karl Walter                              | deutscher Jurist und Politiker (Zentrum)                                        | 71    |       |
| 29. Mai | George Washington Lambert                | australischer Künstler                                                          | 56    |       |
| 29. Mai | Ludwig Kremling                          | ungarisch-jugoslawischer Politiker                                              | 69    |       |
| 29. Mai | Tivadar Nachéz                           | ungarischer Violinist und Komponist                                             | 71    |       |
| 29. Mai | Ludwig Rehn                              | deutscher Mediziner                                                             | 81    |       |
| 31. Mai | Jesse Walter Fewkes                      | US-amerikanischer Naturgeschichtler, Zoologe, Ethnologe und Archäologe          | 79    |       |
| 31. Mai | Maximilian von Lingg                     | deutscher Geistlicher, Bischof von Augsburg                                     | 88    |       |
| 31. Mai | Rudolf Schuster von Bonnott              | österreichischer Beamter, Bankdirektor und Politiker                            | 75    |       |
| 31. Mai | Arpad Viragh                             | ungarischer Kameramann                                                          | 42    |       |
| 31. Mai | Franz Graf von Westphalen zu Fürstenberg | Landrat Kreis Münster                                                           | 66    |       |
|         | Margaret E. Barber                       | britische Missionarin in China                                                  |       |       |

## Juni
| Tag      | Name                                   | Beruf, bekannt als | Alter | Beleg |
| -------- | -------------------------------------- | --- | ----- | ----- |
| 1. Juni  | George Forrest Browne                  | englischer Bischof | 96    |       |
| 1. Juni  | Henryk Bull                            | norwegisch-australischer Geschäftsmann und Entdecker                                                                     | 85    |       |
| 1. Juni  | Joseph Levi                            | deutscher Rabbiner | 65    |       |
| 1. Juni  | Marian Józef Ryx                       | Bischof von Sandomierz                                                                                                   | 76    |       |
| 1. Juni  | Strother M. Stockslager                | US-amerikanischer Politiker                                                                                              | 88    |       |
| 1. Juni  | Eugénio Tavares                        | kapverdianisch-portugiesischer Dichter                                                                                   | 62    |       |
| 2. Juni  | Rudolph Jürgens                        | deutscher Gartenbauingenieur, Landschaftsgärtner                                                                         | 79    |       |
| 2. Juni  | Herbert Lord                           | US-amerikanischer Offizier, Direktor des Bureau of the Budget                                                            | 70    |       |
| 3. Juni  | Alexander Bogomazow                    | russischer Maler | 50    |       |
| 3. Juni  | Pawlo Tutkowskyj                       | ukrainischer Geologe, Geograph und Paläontologe                                                                          | 72    |       |
| 4. Juni  | António Patrício                       | portugiesischer Dramatiker, Schriftsteller und Diplomat                                                                  | 52    |       |
| 5. Juni  | Jacques Hermant                        | französischer Architekt                                                                                                  | 75    |       |
| 5. Juni  | Sofie Holten                           | dänische Malerin | 71    |       |
| 5. Juni  | Eric Lemming                           | schwedischer Leichtathlet und Tauzieher                                                                                  | 50    |       |
| 5. Juni  | Jules Pascin                           | bulgarischer Maler des Expressionismus                                                                                   | 45    |       |
| 6. Juni  | Julius Blanck                          | deutscher Börsenmakler, Autor, Herausgeber und Mäzen                                                                     | 64    |       |
| 6. Juni  | Stephen Hugh Claycomb                  | US-amerikanischer Politiker                                                                                              | 82    |       |
| 6. Juni  | Emmanuel de Mac Mahon                  | französischer Brigadegeneral                                                                                             | 70    |       |
| 6. Juni  | Franz Polzer                           | österreichischer Architekt und Stiftsbaumeister, Künstler und Landschaftsarchitekt                                       | 54    |       |
| 7. Juni  | Albert von Baligand                    | deutscher Jurist, Diplomat, Konsul sowie Gesandter Deutschlands in Lissabon                                              | 48    |       |
| 7. Juni  | Petro Cholodnyj                        | ukrainischer Künstler, Wissenschaftler und Politiker                                                                     | 53    |       |
| 7. Juni  | Ludwig Hosch                           | deutsch-evangelischer Theologe und Superintendent                                                                        | 70    |       |
| 7. Juni  | William McAdoo                         | US-amerikanischer Politiker                                                                                              | 76    |       |
| 7. Juni  | Julius Smend                           | deutscher Theologe | 73    |       |
| 7. Juni  | Wilhelm Trimborn                       | deutscher Gasfabrikbetreiber                                                                                             | 86    |       |
| 8. Juni  | Leopold Ambronn                        | deutscher Astronom | 75    |       |
| 8. Juni  | Earl D. Bloom                          | US-amerikanischer Politiker                                                                                              | 59    |       |
| 8. Juni  | Reinhard von Gehren                    | deutscher Politiker | 64    |       |
| 8. Juni  | Hermann Schlittgen                     | deutscher Maler | 70    |       |
| 9. Juni  | August von der Wense                   | deutscher Rittergutsbesitzer und Politiker, MdR                                                                          | 75    |       |
| 10. Juni | William Allardyce                      | britischer Kolonialbeamter, Gouverneur der Fidschi- und Falklandinseln, der Bahamas, sowie von Tasmanien und Neufundland | 68    |       |
| 10. Juni | Adolf von Harnack                      | deutscher protestantischer Theologe und Kirchenhistoriker                                                                | 79    |       |
| 11. Juni | Gertraud von Bullion                   | Schönstätter Marienschwester                                                                                             | 38    |       |
| 11. Juni | Emil Thuy                              | deutscher Jagdflieger im Ersten Weltkrieg                                                                                | 36    |       |
| 12. Juni | Max Förster                            | deutscher Bauingenieur, Hochschullehrer und Politiker                                                                    | 63    |       |
| 12. Juni | Adolf Gottlob                          | deutscher Historiker | 73    |       |
| 13. Juni | Anna Althea Hills                      | US-amerikanische Malerin                                                                                                 | 48    |       |
| 13. Juni | Lodewijk van Mierop                    | niederländischer Autor und Anarchist                                                                                     | 54    |       |
| 13. Juni | Henry Segrave                          | britischer Flieger, Automobilrennfahrer und Weltrekordler                                                                | 33    |       |
| 13. Juni | José Antonio Ramos Sucre               | venezolanischer Lyriker und Diplomat                                                                                     | 40    |       |
| 14. Juni | Enrico Millo                           | italienischer Marineoffizier und Kriegsheld                                                                              | 65    |       |
| 14. Juni | Emil Wepfer                            | deutscher Geologe und Paläontologe                                                                                       | 47    |       |
| 15. Juni | Max Contag                             | deutscher Bauingenieur                                                                                                   | 78    |       |
| 15. Juni | Emil Faber                             | deutscher Schuhmachermeister und Politiker (SPD), MdR                                                                    | 68    |       |
| 15. Juni | Louis-Lucien Klotz                     | französischer Journalist und Politiker                                                                                   | 62    |       |
| 15. Juni | Paul Kraske                            | deutscher Chirurg, Sanitätsoffizier und Hochschullehrer                                                                  | 79    |       |
| 15. Juni | Arthur Salomonsohn                     | deutscher Bankier | 71    |       |
| 16. Juni | Otto von Aschoff                       | preußischer Landrat | 59    |       |
| 16. Juni | Ezra Fitch                             | US-amerikanischer Unternehmer                                                                                            | 64    |       |
| 16. Juni | Fedor Sommer                           | deutscher Schriftsteller                                                                                                 | 65    |       |
| 16. Juni | Elmer Ambrose Sperry                   | US-amerikanischer Erfinder und Geschäftsmann                                                                             | 69    |       |
| 17. Juni | Louis Bolk                             | niederländischer Mediziner und Anatom                                                                                    | 63    |       |
| 17. Juni | Robert Lück                            | deutscher Altphilologe und Schulleiter                                                                                   | 78    |       |
| 17. Juni | Arnold Schattschneider                 | deutscher Dirigent | 60    |       |
| 17. Juni | Werner Graf von der Schulenburg-Heßler | deutscher Agrarier und Politiker                                                                                         | 77    |       |
| 17. Juni | Franz Statz                            | deutscher Architekt | 81    |       |
| 18. Juni | Dina Ferri                             | italienische Dichterin                                                                                                   | 21    |       |
| 18. Juni | Wladimir Wladimirowitsch Sherwood      | russischer Architekt | 63    |       |
| 18. Juni | Gabrielle von Neumann-Spallart         | österreichische Komponistin                                                                                              | 79    |       |
| 19. Juni | Hugo Krüger                            | deutscher Kreisdirektor und Politiker (NLP), MdR                                                                         | 82    |       |
| 19. Juni | Hubert Zettelmeyer                     | deutscher Unternehmer | 63    |       |
| 20. Juni | Paul Dufault                           | kanadischer Sänger | 57    |       |
| 21. Juni | Lev Blatný                             | tschechischer Dichter, Autor, Theaterkritiker und Dramaturg                                                              | 36    |       |
| 21. Juni | Leo Feist                              | US-amerikanischer Musikverleger                                                                                          | 61    |       |
| 21. Juni | Max Maximilian                         | deutscher Sänger, Schauspieler und Regisseur                                                                             | 44    |       |
| 21. Juni | Henri Meyer                            | Schweizer Architekt | 73    |       |
| 21. Juni | Carl Schrader                          | deutscher Astronom | 78    |       |
| 21. Juni | Josef Schwediauer                      | österreichischer Politiker (CS), Landtagsabgeordneter                                                                    | 62    |       |
| 21. Juni | Eva von Tiele-Winckler                 | deutsche Diakonisse, Gründerin der diakonischen Einrichtung Friedenshort                                                 | 63    |       |
| 22. Juni | Karl von Amira                         | deutscher Rechtshistoriker                                                                                               | 82    |       |
| 22. Juni | Philippe Robert                        | Schweizer Maler | 49    |       |
| 23. Juni | Joseph Dahlmann                        | deutscher Jesuit, römisch-katholischer Theologe und Indologe                                                             | 68    |       |
| 23. Juni | Israel Gollancz                        | britischer Philologe und Literaturwissenschaftler                                                                        | 65    |       |
| 23. Juni | Melville Davisson Post                 | US-amerikanischer Kriminalschriftsteller                                                                                 | 61    |       |
| 24. Juni | John Watt Beattie                      | Fotograf und Antiquar | 70    |       |
| 24. Juni | Heinrich Glück                         | österreichischer Kunsthistoriker                                                                                         | 40    |       |
| 24. Juni | Fritz Ißmer                            | deutscher Verwaltungsjurist in Schlesien                                                                                 | 65    |       |
| 25. Juni | Kuno Francke                           | deutsch-amerikanischer Germanist                                                                                         | 74    |       |
| 25. Juni | Boghos Nubar Pascha                    | Gründer der AGBU | 78    |       |
| 25. Juni | James K. Vardaman                      | US-amerikanischer Politiker                                                                                              | 68    |       |
| 26. Juni | Theodor Mannborg                       | deutscher Harmoniumbauer                                                                                                 | 68    |       |
| 26. Juni | William S. McNary                      | US-amerikanischer Politiker                                                                                              | 67    |       |
| 26. Juni | Harry C. Stutz                         | US-amerikanischer Automobilunternehmer, Ingenieur und Erfinder in der Automobilindustrie                                 | 53    |       |
| 26. Juni | Ludwig von Wildenbruch                 | preußischer Generalleutnant                                                                                              | 84    |       |
| 27. Juni | Léon Clédat                            | französischer Romanist                                                                                                   | 79    |       |
| 27. Juni | James Creighton                        | kanadischer Eishockeypionier                                                                                             | 80    |       |
| 27. Juni | Māui Pōmare                            | neuseeländischer Arzt und Politiker                                                                                      |       |       |
| 27. Juni | Stephen Geyer Porter                   | US-amerikanischer Politiker                                                                                              | 61    |       |
| 27. Juni | Kakuza Tscholoqaschwili                | georgischer Partisanenführer                                                                                             | 41    |       |
| 28. Juni | Paul Hennig                            | deutscher Gewerkschafter                                                                                                 | 55    |       |
| 28. Juni | Paul Lehmann                           | deutscher Geograph und Hochschullehrer                                                                                   | 80    |       |
| 28. Juni | Elisabeth Siewert                      | deutsche Schriftstellerin                                                                                                | 62    |       |
| 29. Juni | Émile Billard                          | französischer Segler | 78    |       |
| 29. Juni | Johannes Fabry                         | deutscher Arzt mit dem Fachgebiet Dermatologie                                                                           | 70    |       |
| 29. Juni | Franz Krahmer                          | preußischer Verwaltungsbeamter                                                                                           | 79    |       |
| 30. Juni | Alwin Freudenberg                      | deutscher Schriftsteller und Pädagoge                                                                                    | 56    |       |
| 30. Juni | Francesco Saverio Merlino              | italienischer Anarchist und Jurist                                                                                       | 73    |       |
| 30. Juni | Simko Schikak                          | kurdischer Stammesführer und Politiker aus dem Iran                                                                      |       |       |
| 30. Juni | Henry St. John Thackeray               | britischer Sprach- und Bibelwissenschaftler                                                                              |       |       |
|          | Ladislaus Kurpiel                      | österreichischer Fußballspieler                                                                                          | 46    |       |